# Прохоров, Евгений Маратович
Евге́ний Мара́тович Про́хоров (18 октября 1952 — 21 мая 1998) — российский дипломат. Чрезвычайный и полномочный посол (1998).

## Биография
Окончил МГИМО МИД СССР (1975) и Дипломатическую академию МИД СССР (1988). На дипломатической работе с 1975 года.
- В 1975—1976 годах — дежурный референт Генерального консульства СССР в Бомбее (Индия).
- В 1976—1977 годах — переводчик Генерального консульства СССР в Бомбее.
- В 1977—1981 годах — третий секретарь, второй секретарь Посольства СССР в Непале.
- В 1986—1988 годах — слушатель Дипломатической академии МИД СССР.
- В 1988—1994 годах — сотрудник центрального аппарата МИД СССР, затем (с 1991) России, директор Правового департамента МИД России.
- С 23 июля 1992 по 17 января 1995 года — член коллегии МИД РФ[1][2].
- В 1994—1996 годах — генеральный консул России в Страсбурге (Франция).
- С 16 декабря 1996 по 21 мая 1998 года — постоянный представитель Российской Федерации при Совете Европы в Страсбурге (Франция)[3].

Погиб в автокатастрофе 21 мая 1998 года.

## Дипломатический ранг
- Чрезвычайный и полномочный посланник 1 класса (24 апреля 1993)[5].
- Чрезвычайный и полномочный посол (17 апреля 1998)[6].

## Семья
Был женат, двое детей.